# George Dunlop Leslie
George Dunlop Leslie R.A. (Londres, 2 de julho de 1835 — Sussex, 21 de fevereiro de 1921, foi um pintor de gênero e de paisagens, e também escritor britânico.

## Biografia

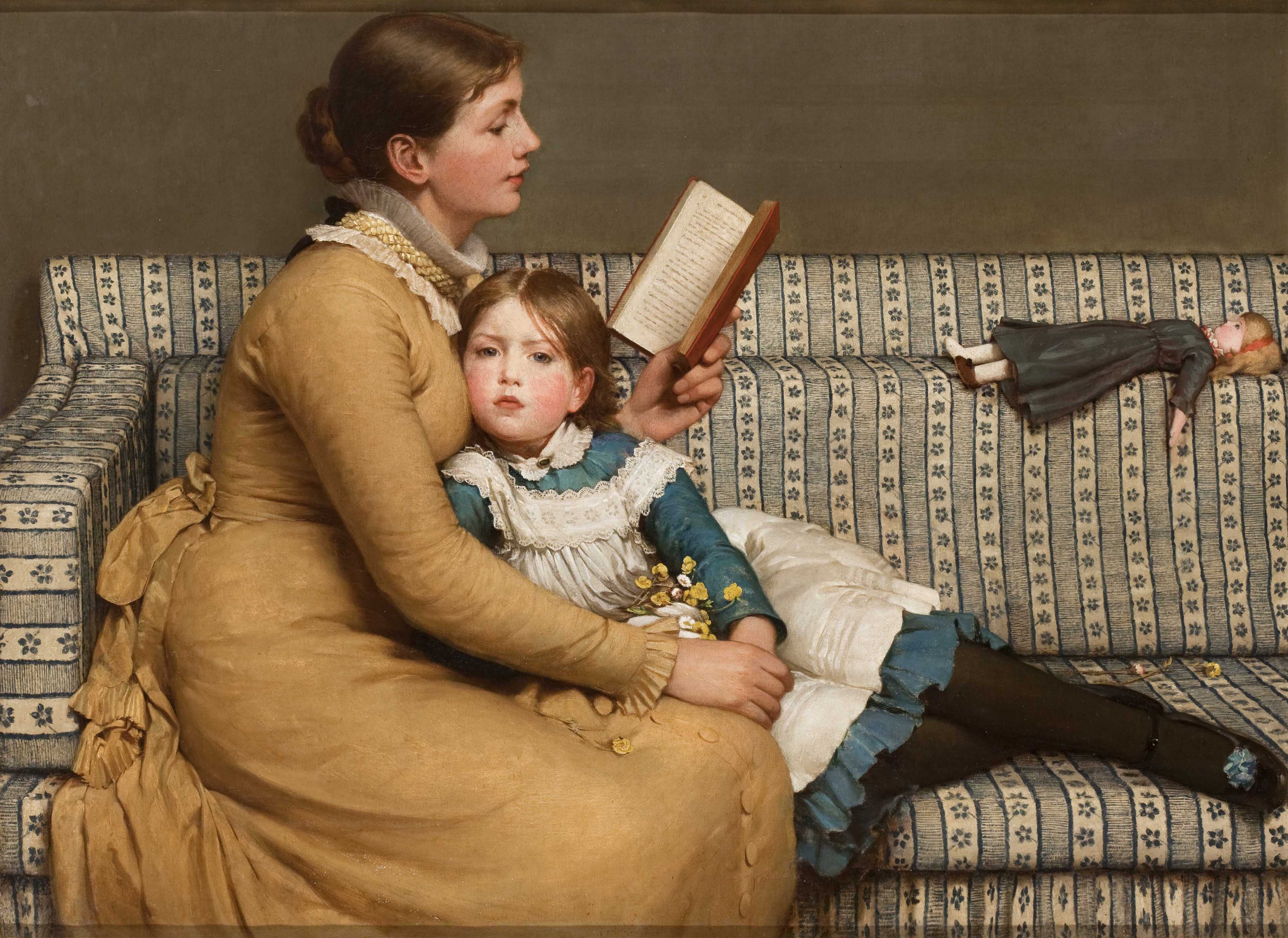
"Alice in Wonderland" (c. 1879)

Nascido numa família artística, era o terceiro filho homem e o sexto filho do grande pintor e membro da Academia Real Charles Robert Leslie, e sobrinho do pintor de marinas Robert Leslie; também sua irmã Mary (1833-1907) era artista.
Iniciou seus estudos com o pai, e depois na F. S. Carey's School of Art em Bloomsbury instituição que lecionava desenhos da antiguidade e servia de acesso à Academia, e depois na própria Royal Academy a partir de 1854, vindo nesta a realizar sua primeira exibição em 1859, a partir de quando todos os anos ali exibia um trabalho e, em 1868 tornou-se Associado (A.R.A.) e finalmente membro (R.A.) em 1876. Sobre o ensino paterno escreveu: "meu pai me deu um pouco sistemático ensino, mas continuamente me fez olhar para as belas artes, levando-me a galerias e coleções, e desde muito cedo eu formara um gosto muito correto neste assunto."
Seu estilo no começo da carreira tendia ao Pré-Rafaelitas, mas logo tornou-se nitidamente acadêmico; de postura conservadora, era contra a entrada de mulheres como alunas na Royal Academy. No começo morou na Saint John's Wood e fez parte do grupo de artistas chamado St John's Wood Clique, e depois se mudou para "Riverside", em St. Leonard's Lane, em Londres.
Casado com Lydia, com ela teve dois filhos: Peter (1877-1953) e Alice, que retratou com a mãe no quadro "Alice in Wonderland" (Alice no País das Maravilhas).

## Livros

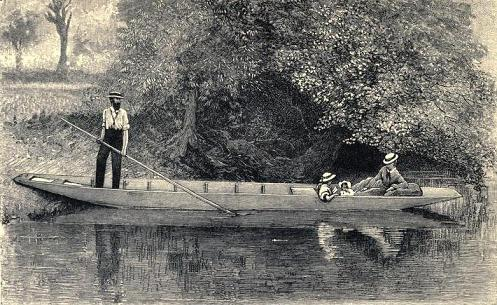
Ilustração de Leslie para "Our River", 1888.

Publicou ainda alguns livros, que ilustrava em imagens em preto e branco; seu The Inner Life of the Royal Academy é um livro que conta a história dos primeiros anos da Real Academia.
- Our River (Bradbury, Agnew & Co., 1888).
- Letters to Marco (Macmillan and Co., 1893).
- Riverside letters; a continuation of "Letters to Marco" (Macmillan and Co., 1896).
- The inner life of the Royal Academy, with an account of its schools and exhibitions principally in the reign of Queen Victoria (John Murray, 1914)

## Quadros
Seus trabalhos eram de composições simples, singelas, que buscavam retratar o modo de vida britânico; em 1887, ano do Jubileu de Ouro da Rainha Vitória, realizou em parceria com James Hayllar um retrato da monarca.
O quadro  "This is the Way we Wash Our Clothes" (Este é o jeito como nós lavamos nossas roupas, em livre tradução) foi utilizado como ilustração de um pôster publicitário de sabão.